# Eugène Graëve
Eugène Graëve, né le 8 décembre 1878 à Petit-Bourg (Guadeloupe) et mort le 8 janvier 1958 à Paris, est un homme politique français. Il est député de la Guadeloupe de 1928 à 1936.

## Biographie
Jean-Marie Charles Eugène Graëve naît en Guadeloupe en 1878, dans une famille de colons. Tout à la fois avocat et dirigeant de la sucrerie de Sainte-Anne, il est membre du Parti radical. Il exercera le métier d'avocat jusqu'en 1914.
Le 9 juin 1915, il est engagé volontaire pour la durée de la Guerre, il est démobilisé le 5 février 1919 comme lieutenant.
En 1925, il est élu maire de Sainte-Anne jusqu'en 1935.
Lors des élections législatives françaises de 1928, il est élu dès le premier tour face à cinq concurrents dans la 2e circonscription, mais en 1932, il est difficilement réélu au second tour. En 1936, il est battu dans la 2e circonscription par Maurice Satineau, allié à Gratien Candace, député de la 1re circonscription. 
Il meurt au 13, rue Jean-Colly à Paris, le 8 janvier 1958.

## Distinctions
- Officier de l'Ordre national de la Légion d'honneur
- Croix de guerre 1914-1918
- Croix du Combattant volontaire[3].